# Земля Солёных Скал
«Земля Солёных Скал» — автобиографическая повесть (возможно — мистификация), написанная Сат-Оком (Стани́славом Суплато́вичем), называющим себя сыном вождя индейского племени шауни и польской революционерки. Книга стала популярной в Польше, Советском Союзе и других странах социалистического лагеря. Её популярности способствовала судьба автора — участника подпольного антифашистского и партизанского движений.
К первому советскому изданию «Земли Солёных Скал» Лев Кассиль написал предисловие «О земле Солёных Скал и дороге горьких слёз». Русский перевод выполнил Юрий Стадниченко, он же написал послесловие; книга вышла в 1964 году в московском издательстве «Детская литература». (До этого, в 1959 году, Стадниченко сделал украинский перевод книги, выпущенный киевским издательством «[Дитвидав]» в 1960 году.) В 1980 году был сделан перевод на болгарский язык, книга издана в софийском издательстве «Народна младеж». Через год немецкий перевод вышел в ГДР.
«Сат-Ок» по-индейски значит «Длинное Перо». В книге автор вспоминает детство, проведённое в лесах Канады; рассказывает о жизни и нравах охотничьего племени.
Там, где каждый день проживается как последний, где рассчитывать приходится лишь на себя, а уповать на милость природы и добрых духов, где друзей не предают, а родным не изменяют, там и есть настоящая жизнь, суровая и прекрасная жизнь настоящих индейцев Северной Канады.
Книга рекомендуется к чтению для учеников начальной и средней школы.